# Miyagino-ku
Miyagino-ku (宮城野区?) è una delle cinque circoscrizioni della città di Sendai, nella prefettura di Miyagi, nella regione di Tōhoku, in Giappone.